# Matthew Holm
Pour les articles homonymes, voir Holm.
Matthew Holm, né en 1974, est un auteur de bande dessinée américain principalement connu pour son travailleur d'illustrateur pour enfants dans œuvres qu'il réalise avec sa sœur Jennifer L. Holm.

## Prix et récompenses
- 2013 : Prix Eisner de la meilleure publication pour petits lecteurs avec Babymouse for President (avec Jennifer L. Holm)